# Saltillo
Saltillo là một đô thị thuộc bang Coahuila, México. Năm 2005, dân số của đô thị này là 648929 người.